# Lollar
Lollar ist eine Kleinstadt im mittelhessischen Landkreis Gießen.

## Geografie

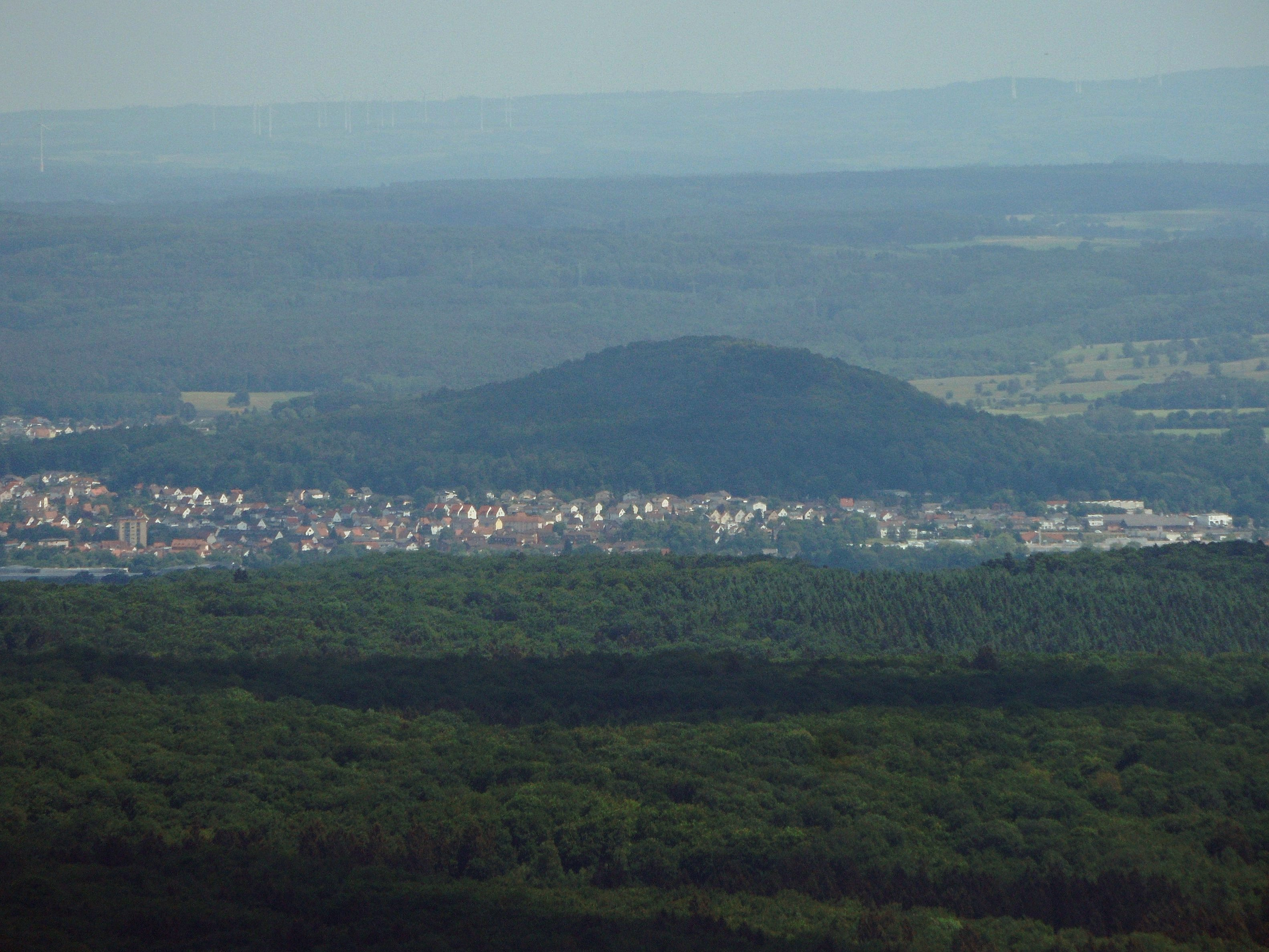
Waldreiche Hügellandschaft mit Lollar im Lahntal und Lollarer Kopf

### Geografische Lage
Die Stadt Lollar befindet sich im Landkreis Gießen ca. 8 km nördlich der Universitäts- und Kreisstadt Gießen und ca. 20 km südlich der Universitätsstadt Marburg im Marburg-Gießener Lahntal östlich des Krofdorf-Königsberger Forstes.
Durch Lollar fließt die Lumda, ein kleiner Fluss, der in der Nähe in die Lahn mündet.

### Nachbargemeinden
| Lohra (MR)      | Fronhausen (MR)                             |                  |
| Wettenberg (GI) | Kompassrose, die auf Nachbargemeinden zeigt | Staufenberg (GI) |
|                 | Gießen (GI)                                 | Buseck (GI)      |

MR = Landkreis Marburg-Biedenkopf – GI = Landkreis Gießen

### Stadtgliederung
Zu Lollar gehören neben der Kernstadt Lollar noch die drei Stadtteile Odenhausen (1467), Ruttershausen (1156) und Salzböden (1239; Einwohnerzahlen vom Zensus 2011) sowie das Hofgut und Schloss Friedelhausen (statistisch zu Odenhausen gerechnet).

## Geschichte

### Ortsname
Die Endsilbe des Ortsnamens „-lar“ verweist auf eine Siedlung keltischen oder sogar vorkeltischen (alteuropäischen) Ursprungs (vergleiche auch Mainzlar, Wetzlar, Dorlar, Aßlar, Fritzlar). Der Name wurde aus „Lom-lar“ zusammengezogen, „Lom(da)“ ist die alte Bezeichnung des durch Lollar fließenden Flüsschens Lumda.
In erhaltenen Urkunden wurde Lollar unter den folgenden Namen erwähnt (in Klammern das Jahr der Erwähnung): Lollar (1242), Lollayr (1277), Lollor (1288), Lullar (1315) und Loller (1495).

### Ortsgeschichte
Lollar wurde urkundlich erstmals 1242 erwähnt, es geht aber auf eine vorfränkische Siedlung zurück. Zwischen 1570 und 1821 besaß die heutige Stadt ein Gericht. Die Stadtrechte erhielt sie am 4. September 1974.
Die Statistisch-topographisch-historische Beschreibung des Großherzogthums Hessen berichtet 1830 über Lollar:

„Lollar (L. Bez. Giessen) evangel Filialdorf; liegt an der Chaussee von Giessen nach Marburg, so wie zwischen der Lahn und der Lumda, und 1 1⁄2 St. von Giessen. Der Ort hat 115 Häuser und 759 Einwohner, die außer 45 Juden evangelisch sind. Hier befindet sich ein Hauptzollamt und das Hauptzollamtshaus mit Oekonomiegebäuden. Jährlich werden mehrere Viehmärkte gehalten, die nach den Giesser, die bedeutendsten der Gegend sind. – Das Gericht Lollar war Nassauisch, durch Tausch erhielt Hessen, 1396, Antheil an demselben, und bei der 1585 vorgenommenen Abtheilung kam der Ort ausschließend an Hessen.“

### Eingemeindungen
Im Zuge der Gebietsreform in Hessen wurden zum 31. Dezember 1971 auf freiwilliger Basis die bis dahin selbständigen Gemeinden Odenhausen, Ruttershausen und Salzböden als Stadtteile in die Gemeinde Lollar eingemeindet. Am 1. Juli 1974 kam ein Teilgebiet der Stadt Staufenberg mit damals knapp 100 Einwohnern hinzu. Für alle Stadtteile und die Kernstadt Lollar wurden Ortsbezirke gebildet.

### Ersterwähnungen der Ortsteile
- Salzböden um 755
- Friedelhausen vor dem 13. Jahrhundert
- Lollar im Jahr 1242
- Ruttershausen im Jahr 1256
- Odenhausen im Jahr 1255
- Wüstungen: Dilshausen, Einshausen

### Verwaltungsgeschichte im Überblick
Die folgende Liste zeigt die Staaten und Verwaltungseinheiten, denen Lollar angehört(e):
- 1396: Heiliges Römisches Reich, Landgrafschaft Hessen, Gericht Kirchberg(-Lollar)
- vor 1567: Heiliges Römisches Reich, Landgrafschaft Hessen, Amt Gießen, Gericht Lollar (Kondominium mit Grafschaft Nassau)
- ab 1567: Heiliges Römisches Reich, Landgrafschaft Hessen-Marburg, Amt Gießen, Gericht Lollar[11]
- 1604–1648: Heiliges Römisches Reich, strittig zwischen Landgrafschaft Hessen-Darmstadt und Landgrafschaft Hessen-Kassel (Hessenkrieg)
- ab 1648: Heiliges Römisches Reich, Landgrafschaft Hessen-Darmstadt, Fürstentum Oberhessen, Oberamt Gießen (ab 1789), Gericht Lollar[12]
- ab 1806: Großherzogtum Hessen,[Anm. 2] Fürstentum Oberhessen, Oberamt Gießen[13]
- ab 1815: Großherzogtum Hessen, Provinz Oberhessen, Landamt Gießen[14]
- ab 1821: Großherzogtum Hessen, Provinz Oberhessen, Landratsbezirk Gießen[Anm. 3]
- ab 1832: Großherzogtum Hessen, Provinz Oberhessen, Kreis Grünberg
- ab 1837: Großherzogtum Hessen, Provinz Oberhessen, Kreis Gießen
- ab 1848: Großherzogtum Hessen, Regierungsbezirk Gießen
- ab 1852: Großherzogtum Hessen, Provinz Oberhessen, Kreis Gießen
- ab 1867: Norddeutscher Bund,[Anm. 4] Großherzogtum Hessen, Provinz Oberhessen, Kreis Gießen
- ab 1871: Deutsches Reich, Großherzogtum Hessen, Provinz Oberhessen, Kreis Gießen
- ab 1918: Deutsches Reich (Weimarer Republik), Volksstaat Hessen, Provinz Oberhessen, Kreis Gießen
- ab 1938: Deutsches Reich, Volksstaat Hessen, Landkreis Gießen[15][Anm. 5]
- ab 1945: Amerikanische Besatzungszone,[Anm. 6] Groß-Hessen, Regierungsbezirk Darmstadt, Landkreis Gießen
- ab 1946: Amerikanische Besatzungszone, Hessen, Regierungsbezirk Darmstadt, Landkreis Gießen
- ab 1949: Bundesrepublik Deutschland, Hessen, Regierungsbezirk Darmstadt, Landkreis Gießen
- ab 1977: Bundesrepublik Deutschland, Hessen, Regierungsbezirk Darmstadt, Lahn-Dill-Kreis
- ab 1979: Bundesrepublik Deutschland, Hessen, Regierungsbezirk Darmstadt, Landkreis Gießen
- ab 1981: Bundesrepublik Deutschland, Hessen, Regierungsbezirk Gießen, Landkreis Gießen

### Gerichte seit 1803
In der Landgrafschaft Hessen-Darmstadt wurde mit Ausführungsverordnung vom 9. Dezember 1803 das Gerichtswesen neu organisiert. Für die Provinz Oberhessen wurde das „Hofgericht Gießen“ eingerichtet. Es war für normale bürgerliche Streitsachen Gericht der zweiten Instanz, für standesherrliche Familienrechtssachen und Kriminalfälle die erste Instanz. Die Rechtsprechung der ersten Instanz wurde durch die Ämter bzw. Standesherren vorgenommen und somit war für Lollar das „Landamt Gießen“ zuständig. Nach der Gründung des Großherzogtums Hessen 1806 wurden die Aufgaben der ersten Instanz 1821 im Rahmen der Trennung von Rechtsprechung und Verwaltung auf die neu geschaffenen Land- bzw. Stadtgerichte übertragen. „Landgericht Gießen“ war daher von 1821 bis 1879 die Bezeichnung für das erstinstanzliche Gericht, das für Lollar zuständig war.
Anlässlich der Einführung des Gerichtsverfassungsgesetzes am 1. Oktober 1879 wurden die bisherigen Land- und Stadtgerichte im Großherzogtum Hessen aufgehoben und durch Amtsgerichte an gleicher Stelle ersetzt, ebenso verfuhr man mit den als Obergerichten fungierenden Hofgerichten, deren Funktion nun die neu errichteten Landgerichte übernahmen. Die Bezirke des Stadt- und des Landgerichts Gießen wurden zusammengelegt und bildeten nun zusammen mit den vorher zum Landgericht Grünberg gehörigen Orten Allertshausen und Climbach den Bezirk des neu geschaffenen Amtsgerichts Gießen, welches seitdem zum Bezirk des als Obergericht neu errichteten Landgerichts Gießen gehört. Zwischen dem 1. Januar 1977 und 1. August 1979 trug das Gericht den Namen „Amtsgericht Lahn-Gießen“, der mit der Auflösung der Stadt Lahn wieder in „Amtsgericht Gießen“ umbenannt wurde.

## Bevölkerung

### Einwohnerstruktur 2011
Nach den Erhebungen des Zensus 2011 lebten am Stichtag dem 9. Mai 2011 in Lollar 9830 Einwohner. Darunter waren 1367 (13,9 %) Ausländer, von denen 375 aus dem EU-Ausland, 873 aus anderen europäischen Ländern und 119 aus Staaten außerhalb Europas kamen. (Bis zum Jahr 2020 erhöhte sich die Ausländerquote auf 21,2 %.) Nach dem Lebensalter waren 1845 Einwohner unter 18 Jahren, 4133 zwischen 18 und 49, 1916 zwischen 50 und 64 und 1931 Einwohner waren älter. Die Einwohner lebten in 3994 Haushalten. Davon waren 1127 Singlehaushalte, 1139 Paare ohne Kinder und 1284 Paare mit Kindern, sowie 361 Alleinerziehende und 83 Wohngemeinschaften. In 799 Haushalten lebten ausschließlich Senioren und in 2742 Haushaltungen lebten keine Senioren.

### Einwohnerentwicklung
Durch den Zusammenschluss 1972 mit seinen heutigen Ortsteilen erreichte die heutige Stadt eine Größe von 8.000 Einwohnern. Heute hat Lollar inklusive der Ortsteile rund 10.000 Einwohner.
| • 1502: | 023 Männer                                                                                               |
| • 1577: | 044 Hausgesesse                                                                                          |
| • 1630: | 004 dreispännige, 3 zweispännige, 10 einspännige Ackerleute, 27 Einläuftige, 6 Witwen, 7 Vormundschaften |
| • 1669: | 232 Seelen                                                                                               |
| • 1742: | 001 Geistliche/Beamte, 79 Untertanen, 20 Junge Mannschaften, 1 Beisassen/Jude                            |
| • 1806: | 594 Einwohner, 101 Häuser                                                                                |
| • 1829: | 759 Einwohner, 115 Häuser                                                                                |
| • 1867: | 897 Einwohner, 146 Häuser                                                                                |

| Lollar: Einwohnerzahlen von 1791 bis 2020 | Lollar: Einwohnerzahlen von 1791 bis 2020 | Lollar: Einwohnerzahlen von 1791 bis 2020 | Lollar: Einwohnerzahlen von 1791 bis 2020 | Lollar: Einwohnerzahlen von 1791 bis 2020 |
| --- | ----------------------------------------- | ----------------------------------------- | ----------------------------------------- | ----------------------------------------- |
| Jahr |                                           |                                           |                                           | Einwohner                                 |
| 1791 | 1791                                      |                                           | 414                                       | 414                                       |
| 1800 | 1800                                      |                                           | 544                                       | 544                                       |
| 1806 | 1806                                      |                                           | 759                                       | 759                                       |
| 1829 | 1829                                      |                                           | 759                                       | 759                                       |
| 1834 | 1834                                      |                                           | 789                                       | 789                                       |
| 1840 | 1840                                      |                                           | 804                                       | 804                                       |
| 1846 | 1846                                      |                                           | 850                                       | 850                                       |
| 1852 | 1852                                      |                                           | 882                                       | 882                                       |
| 1858 | 1858                                      |                                           | 833                                       | 833                                       |
| 1864 | 1864                                      |                                           | 859                                       | 859                                       |
| 1871 | 1871                                      |                                           | 929                                       | 929                                       |
| 1875 | 1875                                      |                                           | 985                                       | 985                                       |
| 1885 | 1885                                      |                                           | 1.382                                     | 1.382                                     |
| 1895 | 1895                                      |                                           | 1.410                                     | 1.410                                     |
| 1905 | 1905                                      |                                           | 2.010                                     | 2.010                                     |
| 1910 | 1910                                      |                                           | 2.122                                     | 2.122                                     |
| 1925 | 1925                                      |                                           | 2.298                                     | 2.298                                     |
| 1939 | 1939                                      |                                           | 2.676                                     | 2.676                                     |
| 1946 | 1946                                      |                                           | 3.584                                     | 3.584                                     |
| 1950 | 1950                                      |                                           | 4.037                                     | 4.037                                     |
| 1956 | 1956                                      |                                           | 4.272                                     | 4.272                                     |
| 1961 | 1961                                      |                                           | 4.537                                     | 4.537                                     |
| 1967 | 1967                                      |                                           | 5.070                                     | 5.070                                     |
| 1972 | 1972                                      |                                           | 8.368                                     | 8.368                                     |
| 1975 | 1975                                      |                                           | 8.342                                     | 8.342                                     |
| 1980 | 1980                                      |                                           | 8.680                                     | 8.680                                     |
| 1985 | 1985                                      |                                           | 8.556                                     | 8.556                                     |
| 1990 | 1990                                      |                                           | 9.197                                     | 9.197                                     |
| 1995 | 1995                                      |                                           | 10.350                                    | 10.350                                    |
| 2000 | 2000                                      |                                           | 10.141                                    | 10.141                                    |
| 2005 | 2005                                      |                                           | 10.226                                    | 10.226                                    |
| 2010 | 2010                                      |                                           | 9.903                                     | 9.903                                     |
| 2011 | 2011                                      |                                           | 9.830                                     | 9.830                                     |
| 2015 | 2015                                      |                                           | 10.029                                    | 10.029                                    |
| 2020 | 2020                                      |                                           | 10.399                                    | 10.399                                    |
| Datenquelle: Historisches Gemeindeverzeichnis für Hessen: Die Bevölkerung der Gemeinden 1834 bis 1967. Wiesbaden: Hessisches Statistisches Landesamt, 1968. Weitere Quellen: LAGIS; 1972:; ab 1975:; Zensus 2011 Ab 1972 einschließlich der im Zuge der Gebietsreform in Hessen eingegliederten Orte. |                                           |                                           |                                           |                                           |

### Religionsangehörigkeit
| • 1830: | 00714 evangelische Einwohner, 45 jüdische Einwohner                                           |
| • 1961: | 3328 evangelische, 1113 römisch-katholische Einwohner                                         |
| • 1987: | 5204 evangelische (= 60,4 %), 1930 katholische (= 22,4 %), 1488 sonstige (= 17,2 %) Einwohner |
| • 2011: | 4548 evangelische (= 46,3 %), 1680 katholische (= 17,1 %), 3602 sonstige (= 36,3 %) Einwohner |

### Erwerbstätigkeit
| • 1961: | Erwerbspersonen: 64 Land- und Forstwirtsch., 1390 Prod. Gewerbe, 314 Handel, Verkehr und Nachrichtenübermittlung, 330 Dienstleistung(en) und Sonstige. |

## Politik

### Stadtverordnetenversammlung
Die Kommunalwahl am 14. März 2021 lieferte folgendes Ergebnis, in Vergleich gesetzt zu früheren Kommunalwahlen:
| Sitzverteilung in der Stadtverordnetenversammlung 2021Insgesamt 37 Sitze - SPD: 12 - Grüne: 9 - FDP: 4 - CDU: 12 | Parteien und Wählergemeinschaften | Parteien und Wählergemeinschaften           | 2021  | 2021  | 2016  | 2016  | 2011  | 2011  | 2006  | 2006  | 2001  | 2001  |
| Sitzverteilung in der Stadtverordnetenversammlung 2021Insgesamt 37 Sitze - SPD: 12 - Grüne: 9 - FDP: 4 - CDU: 12 | Parteien und Wählergemeinschaften | Parteien und Wählergemeinschaften           | %     | Sitze | %     | Sitze | %     | Sitze | %     | Sitze | %     | Sitze |
| Sitzverteilung in der Stadtverordnetenversammlung 2021Insgesamt 37 Sitze - SPD: 12 - Grüne: 9 - FDP: 4 - CDU: 12 | CDU                               | Christlich Demokratische Union Deutschlands | 32,8  | 12    | 28,5  | 9     | 24,0  | 7     | 27,8  | 10    | 28,0  | 10    |
| Sitzverteilung in der Stadtverordnetenversammlung 2021Insgesamt 37 Sitze - SPD: 12 - Grüne: 9 - FDP: 4 - CDU: 12 | SPD                               | Sozialdemokratische Partei Deutschlands     | 32,2  | 12    | 42,9  | 13    | 39,9  | 12    | 37,0  | 14    | 40,5  | 15    |
| Sitzverteilung in der Stadtverordnetenversammlung 2021Insgesamt 37 Sitze - SPD: 12 - Grüne: 9 - FDP: 4 - CDU: 12 | Grüne                             | Bündnis 90/Die Grünen                       | 24,3  | 9     | 16,5  | 5     | 18,1  | 6     | 11,1  | 4     | 9,3   | 3     |
| Sitzverteilung in der Stadtverordnetenversammlung 2021Insgesamt 37 Sitze - SPD: 12 - Grüne: 9 - FDP: 4 - CDU: 12 | FDP                               | Freie Demokratische Partei                  | 10,7  | 4     | 12,1  | 4     | 5,0   | 2     | 8,1   | 3     | 4,0   | 2     |
| Sitzverteilung in der Stadtverordnetenversammlung 2021Insgesamt 37 Sitze - SPD: 12 - Grüne: 9 - FDP: 4 - CDU: 12 | FWG                               | Freie Wählergemeinschaft Lollar             | —     | —     | —     | —     | 13,1  | 4     | 16,1  | 6     | 18,1  | 7     |
| Sitzverteilung in der Stadtverordnetenversammlung 2021Insgesamt 37 Sitze - SPD: 12 - Grüne: 9 - FDP: 4 - CDU: 12 | Gesamt                            | Gesamt                                      | 100,0 | 37    | 100,0 | 31    | 100,0 | 31    | 100,0 | 37    | 100,0 | 37    |
| Sitzverteilung in der Stadtverordnetenversammlung 2021Insgesamt 37 Sitze - SPD: 12 - Grüne: 9 - FDP: 4 - CDU: 12 | Ungültige Stimmen in %            | Ungültige Stimmen in %                      | 3,8   | —     | 6,7   | —     | 4,0   | —     | 3,8   | —     | 3,7   | —     |
| Sitzverteilung in der Stadtverordnetenversammlung 2021Insgesamt 37 Sitze - SPD: 12 - Grüne: 9 - FDP: 4 - CDU: 12 | Wahlbeteiligung in %              | Wahlbeteiligung in %                        | 46,4  | 46,4  | 44,6  | 44,6  | 41,5  | 41,5  | 42,6  | 42,6  | 51,2  | 51,2  |

### Bürgermeister
Nach der hessischen Kommunalverfassung wird der Bürgermeister für eine sechsjährige Amtszeit gewählt, seit dem Jahr 1993 in einer Direktwahl, und ist Vorsitzender des Magistrats, dem in der Stadt Lollar neben dem Bürgermeister ehrenamtlich ein Erster Stadtrat und sieben weitere Stadträte angehören. Bürgermeister ist seit dem 1. Januar 2023 der parteiunabhängige Jan-Erik Dort. Er wurde als Nachfolger von Bernd Wieczorek, der nach drei Amtszeiten nicht wieder kandidiert hatte, am 16. Oktober 2022 in einer Stichwahl bei 38,96 Prozent Wahlbeteiligung mit 51,62 Prozent der Stimmen gewählt.
Amtszeiten der Bürgermeister
- 2023–2028 Jan-Erik Dort[32]
- 2005–2022 Bernd Wieczorek[33]
- 1986–2004 Gerd Bocks[36]

### Ortsbeiräte
Es bestehen Ortsbezirke für jeden Stadtteil und die Kernstadt Lollar mit Ortsbeirat und Ortsvorsteher, nach Maßgabe der §§ 81 und 82 HGO und des Kommunalwahlgesetzes in der jeweils gültigen Fassung gebildet.
Die Ortsbezirke sind durch das Gebiet der ehemaligen Gemeinden bzw. der Kernstadt abgegrenzt und bestehen je nach Größe aus fünf oder neun Mitgliedern.
Die Wahl der Ortsbeiräte erfolgt im Rahmen der Kommunalwahlen. Der Ortsbeirat wählt eines seiner Mitglieder zum Ortsvorsteher bzw. zur Ortsvorsteherin. Zur Zusammensetzung siehe die jeweiligen Stadtteile.

### Ortsbeirat Lollar
Der Ortsbeirat besteht aus neun Mitgliedern. Bei den Kommunalwahlen in Hessen 2021 betrug die Wahlbeteiligung zum Ortsbeirat 38,39 %. Dabei wurden gewählt: drei Mitglieder der CDU, drei Mitglieder des Bündnis 90/Die Grünen, der CDU, zwei Mitglieder der SPD und ein Mitglied der FDP. Der Ortsbeirat wählte Eva Achtzehnter (GRÜNE) zur Ortsvorsteherin.

### Wappen und Flagge
Wappen

Blasonierung: „Schild geteilt. Unten über einem roten, mit einem silbernen 1-Kreuzer-Stück belegten Schild fußoval eine goldene Brücke. Oben in Blau ein silberner, rotbezungter Pferdekopf, rechtsgewendet.“
Das Wappen wurde der damaligen Gemeinde Lollar am 3. März 1967 durch den Hessischen Innenminister genehmigt. Gestaltet wurde es durch den Bad Nauheimer Heraldiker Heinz Ritt.
Die Brücke über die Lumda spielte eine zentrale Rolle in der Entwicklung von Lollar. 1711 wurde ein Brückenzoll genehmigt. Der Betrag von einem Kreuzer (s. „1 KR“ auf dem Wappen) wurde für jedes Pferd bei der Überquerung fällig.
Historische Gerichtssiegel des 16. Jahrhunderts zeigen einen steinernen Tisch vor einer Gerichtslinde
 Flagge 
Die Flagge wurde der Gemeinde am 11. Februar 1986 genehmigt und wird wie folgt beschrieben:
Flaggenbeschreibung: „Auf weißer Flaggenbahn mit blauen Randstreifen, belegt jeweils mit einem gelben Faden, in der oberen Hälfte aufgelegt das Stadtwappen.“

### Städtepartnerschaften
- Brassac-les-Mines bei Clermont-Ferrand in Frankreich, seit dem 14. Juli 1987

## Kultur und Sehenswürdigkeiten

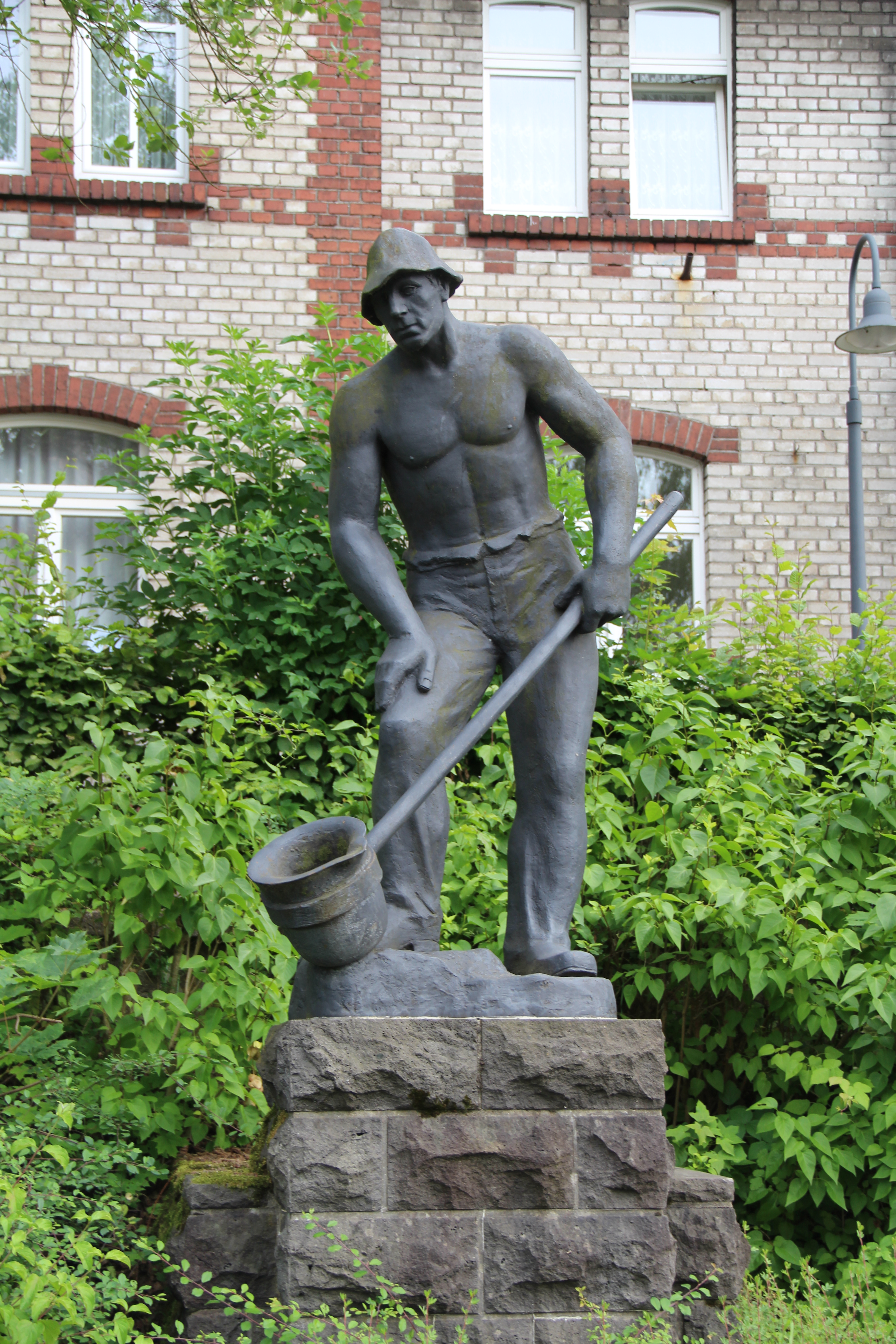
An die Anfänge der Industrialisierung erinnert das Eisengießerdenkmal

### Clemens Brentano-Europaschule
In Lollar befindet sich die Clemens-Brentano-Europaschule. Sie ist eine UNESCO-Projektschule mit 1300 Schülern und 135 Lehrkräften.

### Kulturdenkmäler in Lollar
- Der Gichtturm ⊙, ein von Buderus erbauter Industrieturm der weithin sichtbar das Stadtbild prägt und die Buderusvilla ⊙. Beide befinden sich auf einem Industriegelände, einem schmalen Streifen zwischen Lahn und Eisenbahn.[43]
- Die als Kolonie bezeichnete Arbeitersiedlung – die älteste ihrer Art in Hessen[43]
- Das Eisengießerdenkmal am Rande der Kolonie (Marburger Straße)[43]
- der Schmaadleckerbrunnen vor der alten Apotheke, einem Gebäude im Jugendstil[43]
- Der Blick vom Altenberg auf den Ortsteil Salzböden (einschl. Salzböde- und Lahntal)
- Die romanische Kirche im Ortsteil Odenhausen
- Die Wehrkirche im Ortsteil Salzböden
- Das Schloss Friedelhausen westl. dem Ortsteil Odenhausen
- Ein regional bekanntes Waldschwimmbad mit Blick in das Lahntal[44]

### Kapelle aus Lollar
Bekannt ist der Ort für die Kapelle aus Lollar, eine der ältesten erhaltenen Kirchen in Hessen. Sie wurde in den 1970er Jahren abgebaut und befindet sich heute in einem Freilichtmuseum, dem Hessenpark. Anstelle der Kirche steht nun der Keulerbachbrunnen.

## Wirtschaft und Infrastruktur

### Flächennutzung
Das Gemeindegebiet umfasst eine Gesamtfläche von 2011: 2187 / 2015: 2141 Hektar, davon entfallen in ha auf:
| Nutzungsart             | Nutzungsart             | 2011 | 2015 |
| ----------------------- | ----------------------- | ---- | ---- |
| Gebäude- und Freifläche | Gebäude- und Freifläche | 275  | 284  |
| davon                   | Wohnen                  | 158  | 156  |
|                         | Gewerbe                 | 40   | 52   |
| Betriebsfläche          | Betriebsfläche          | 9    | 10   |
| davon                   | Abbauland               | 9    | 10   |
| Erholungsfläche         | Erholungsfläche         | 26   | 27   |
| davon                   | Grünanlage              | 14   | 14   |
| Verkehrsfläche          | Verkehrsfläche          | 194  | 205  |
| Landwirtschaftsfläche   | Landwirtschaftsfläche   | 855  | 833  |
| davon                   | Moor                    | 0    | 0    |
|                         | Heide                   | 0    | 0    |
| Waldfläche              | Waldfläche              | 749  | 704  |
| Wasserfläche            | Wasserfläche            | 59   | 59   |
| Sonstige Nutzung        | Sonstige Nutzung        | 20   | 19   |

### Wirtschaft
Im Jahr 2022 erzielte Lollar Einnahmen aus der Gewerbesteuer in Höhe von 2,27 Millionen Euro. Mit einem Gewerbesteuerhebesatz von 440 % liegt die Gemeinde über dem durchschnittlichen Gewerbesteuerhebesatz Deutschlands. Dieser beträgt 407 % (Stand: 2023).

### Ansässige Unternehmen
1854 wurde die Hedwigshütte durch Justus Kilian gegründet. Bereits 1861 wurde diese von Buderus (Wetzlar) erworben. Durch diese wirtschaftliche Entwicklung wurde Lollar zum industriellen Schwerpunkt zwischen Gießen und Marburg. Heute werden in dem Werk durch die Bosch Thermotechnik GmbH vornehmlich Heizkessel, Gas- und Öl-Gebläsebrenner sowie Regelungstechnik für Heizsysteme produziert. Das Werk hat ca. 1000 Beschäftigte und ist somit der größte Arbeitgeber der Stadt.
Korth Waffen ist eine 1954 von Willi Korth gegründete Manufaktur für Faustfeuerwaffen. Pro Jahr werden ca. nur 120 bis 150 Revolver und Pistolen in Handarbeit hergestellt, die Preise der weltweit vertriebenen Waffen schwanken wegen der aufwendigen Produktionsmethode und den geringen Stückzahlen zwischen 4.000 und etwa 100.000 Euro. Vor allem die von Korth gefertigten Revolver gehören heute zu den teuersten Waffen ihrer Art. Die Zielgruppe des Unternehmens bilden hohe Würdenträger sowie Waffenliebhaber und -sammler, in einigen Staaten werden die Modelle von Korth als Staatsgeschenke vergeben. Das Unternehmen ist mittlerweile in der PTW KORTH Technologies GmbH aufgegangen.

### Verkehr

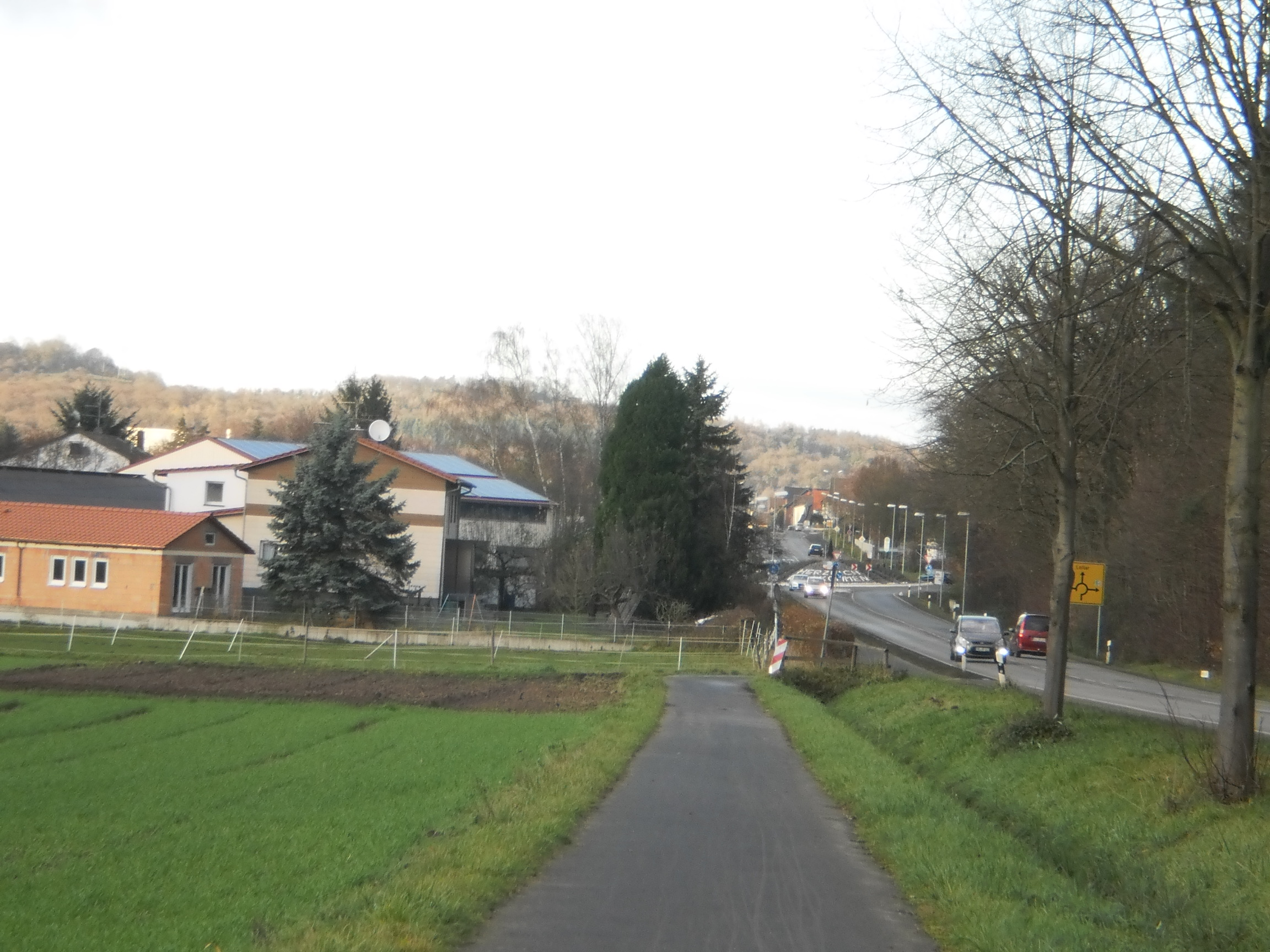
Radweg von Gießen nach Lollar mit Landesstraße und Kreisel

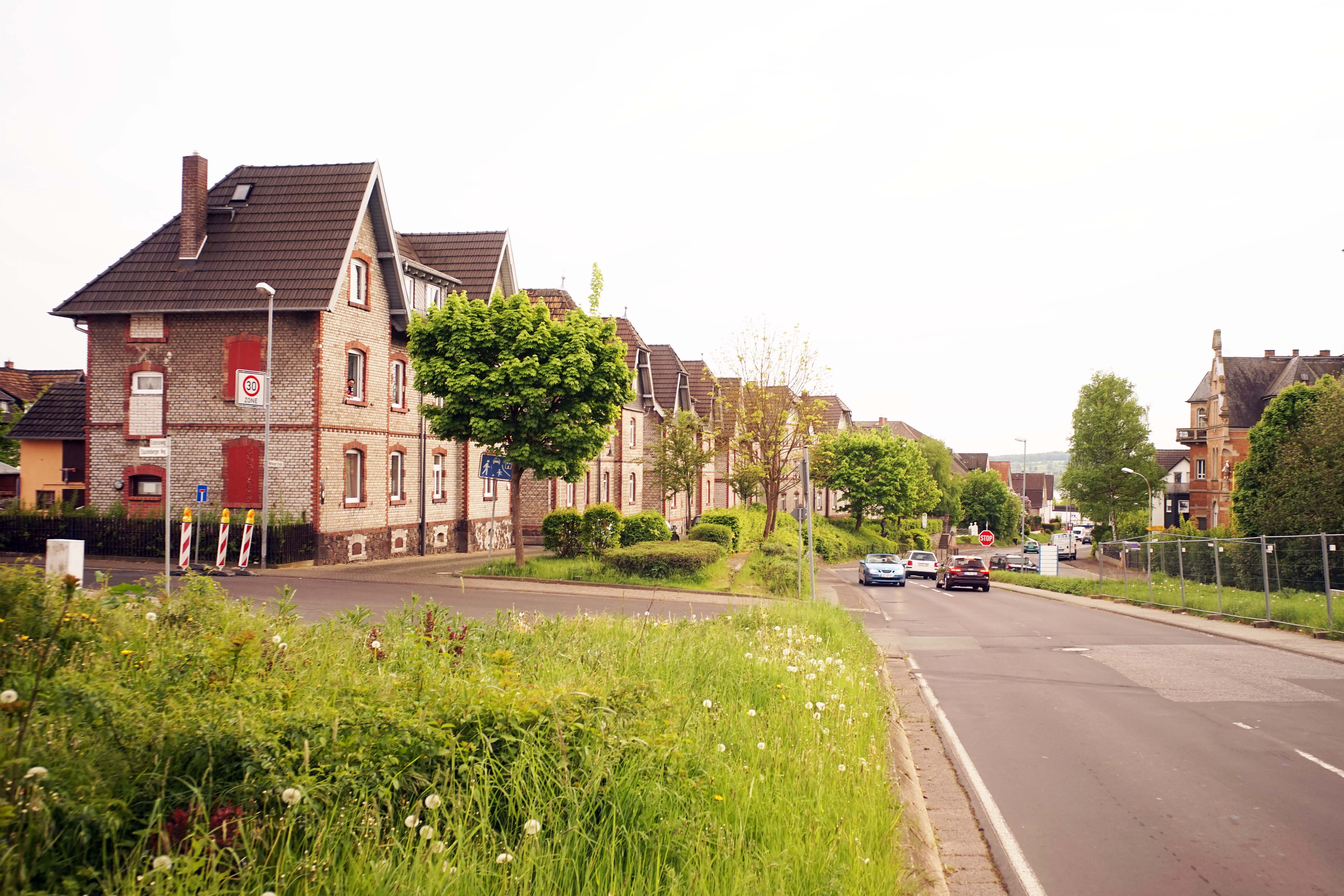
Ortsdurchfahrt (2018)

Durch Lollar hindurch (Gießener Straße, Marburger Straße) verläuft die Landesstraße L3475. Die früher durch Lollar führende Bundesstraße 3 wurde als B 3a errichtet und verläuft heute östlich von Lollar. Südlich von Lollar kreuzen sich die Autobahnen A 480 und A 485 mit der B 3a am Gießener Nordkreuz. Lollar hat dadurch einen guten Anschluss an diese Autobahnen und die gut ausgebaute B3a. Ein weiterer direkter Anschluss aus Richtung Norden ist über die Anschlussstelle der B3a Staufenberg-Nord/Lollar-Nord vorhanden.
Bedeutung für den Tourismus hat der Lahntalradweg.

#### Bahnhof Lollar
Der Bahnhof Lollar liegt an der Main-Weser-Bahn. Dort zweigen die Lumdatalbahn zum Bahnhof Londorf und bis 1983 die Bahnstrecke Lollar – Wetzlar ab. Nördlich der Kernstadt in Nähe des Ortsteils Odenhausen liegt der Bahnhaltepunkt Friedelhausen.

## Persönlichkeiten

### In der Gemeinde Lollar geborene Persönlichkeiten
- Heinrich Bastian (1875–1967), Heimatdichter aus dem Stadtteil Odenhausen
- Ludwig Bodenbender (1891–1962), Politiker der SPD und hessischer Landwirtschaftsminister aus Salzböden
- Wilhelm Seipp (1906–1963), Politiker (SPD), Landrat Kreis Groß-Gerau (1954–1963)
- Wilhelm Henkel (1909–1947), SS-Hauptsturmführer und KZ-Zahnarzt
- Heinz Mack (* 1931), Künstler

### Persönlichkeiten, die in der Gemeinde Lollar gewirkt haben
- Ludwig Schneider (1898–1978), Politiker (FDP, CDU)
- Marko Lehanka (* 1961), bildender Künstler (Bildhauer)
- Fredrik Vahle (* 1942), Liedermacher und Autor, lebt im Stadtteil Salzböden
- Ernst Kausen (* 1948), Mathematiker und Sprachwissenschaftler
- Michelle Kraft (* 1989), Politikerin (CDU)